# Младост 5
„Младост 5“ е българската версия на немското комедийно шоу Stillestraße.
Предаването започва да се излъчва през пролетта на 2013 г. в ефира на bTV. Излъчва се от 15 март 2013 г. всеки петък от 20:00 до 21:00 часа. Главните актьори в предаването са Краси Радков и Иво Сиромахов. Изпълнителен продуцент е bTV Studios (MediaPRO Entertainment), а творчески продуцент е Седем-осми.

## Формат и идея
Действието в предаването се развива в квартирата на главните актьори Краси Радков и Иво Сиромахов (играят със собствените си имена) в квартала „Младост 5“. Те са посещавани от техни гости и приятели. Участниците в съответния епизод знаят предварително единствено темата на епизода. Всеки от актьорите има слушалка в едното си ухо. Модераторът (Тошко Йорданов) е човекът, който говори по микрофон и съответния актьор чува задачата. Задачите на модератора може да са от типа „Току-що си видял призрак“, „Говори като свещеник“, „Дръж се като ескимос“ и други. Задачите трябва да бъдат изпълнени веднага, но нито един от актьорите не знае каква е задачата на другия. В студиото има публика, която единствена знае и вижда задачите на всички актьори на голям екран „над“ апартамента на съквартирантите. В шоуто се излъчват немонтирани кадри, а нещата които се объркват, обикновено също се излъчват в ефир.

## Развитие и реализация
Шоуто е създадено през 2004 г. и за първи път се излъчва по немската телевизия Sat 1. Още от самото начало предаването се превръща в хит, като през 2011 г. има над 100 излъчени епизода и над 24% аудиторен дял. Интересът към импровизационния формат расте и той започва да се разпространява в други държави. Форматът е продаден за реализиране във Франция, Италия, Испания, Белгия, Холандия, Финландия, Естония, Русия, Румъния, Унгария, Турция, Израел и България. В различните страни предаването се реализира под различно име. Stillestraße съчетава импровизираната комедия с елементите на ситком.
В България предаването се осъществява под името „Младост 5“ и се реализира от bTV Media Group, bTV Studios (MediaPRO Entertainment) и Седем-осми.

## Епизоди
| Сезон | Сезон | Епизоди | Премиера        | Финал          |
| ----- | ----- | ------- | --------------- | -------------- |
|       | 1     | 12      | 15 март 2013 г. | 31 май 2013 г. |

## Актьорски състав
Основни актьори:
- Краси Радков – всички епизоди
- Иво Сиромахов – всички епизоди
- Мариан Бачев – всички епизоди, без епизод 3 и истории 18 и 23
- Венета Харизанова – всички епизоди

Епизодични актьори:
- Иван Стоянов – истории 1, 4, 6, 7, 8, 14, 15, 16, 17, 18, 23 и 24
- Емануела – истории 2, 5, 9, 10 и 19
- Памбос Агапиу – истории 6 и 11
- Цветелина Грахич – история 12
- Митьо Пищова – история 12
- Карла Рахал – истории 16 и 23
- Милко Калайджиев – история 18
- Деян Неделчев – история 22
- Елена Петрова – история 22